# سولفومتورون متیل
سولفومتورون متیل (انگلیسی: Sulfometuron methyl) یک ترکیب آلی است که به عنوان علف‌کش استفاده می‌شود. به عنوان سولفونیل اوره طبقه بندی می‌شود. این ماده از طریق مهار آنزیم استولاکتات سنتاز عمل می‌کند، که نخستین گام در بیوسنتز اسیدهای آمینه شاخه‌دار والین، لوسین و ایزولوسین را کاتالیز می‌کند.